# Kąp (Giżycko)
Pour les articles homonymes, voir Kap.
Kąp est un village polonais de la voïvodie de Varmie-Mazurie, dans le powiat de Giżycko.